# كأس البلقان 1993–94
كأس البلقان 1993–94 هو موسم من كأس البلقان ‏. أقيم خلال الفترة 26 أكتوبر 1993 وحتى 11 مايو 1994، وفاز فيه سامسون سبور.